# Giai, Du Lâm
Giai (chữ Hán phồn thể:佳縣, chữ Hán giản thể: 佳县, âm Hán Việt: Giai huyện, tên cũ là huyện Gia, năm 1986 đổi tên như hiện nay) là một huyện thuộc địa cấp thị Du Lâm, tỉnh Thiểm Tây, Cộng hòa Nhân dân Trung Hoa. Huyện này có diện tích 2144 ki-lô-mét vuông, dân số năm 2002 là 250.000 người. Về mặt hành chính, huyện được chia thành 8 trấn (Hàn, Điếm, Ô, Kim Minh Tự, Thông, Vương Gia Biêm, Phương Tháp và 12 hương (Lưu Quốc Cụ, Dục Khẩu, Mộc Đầu Dục, 螅 Trấn, Đại Phật Gia Cảng, Khang Gia Cảng, Thượng Cao Trại, Lưu Gia Sơn, Hưng Long Tự, Quan Trang, Chu Quan Trại, Chu Gia Thổ Qua.